# Trichonephila antipodiana
Trichonephila antipodiana is een spinnensoort uit de familie van de wielwebspinnen (Araneidae).
De wetenschappelijke naam van de soort werd in 1841 als Epeira antipodiana gepubliceerd door Charles Athanase Walckenaer.
Volwassen spinnen van deze soort bedekken hun spinsel met een gifstof, 2-pyrrolidon, om zich te beschermen tegen mieren. Omdat zelden wordt waargenomen dat mieren een web leegroven of de daar verblijvende spin aanvallen vermoedt men dat meerdere wielwebspinnensoorten zich van gif bedienen, maar van deze soort werd het als eerste daadwerkelijk aangetoond.
Dit gif is waarschijnlijk geen toevallig bijproduct van de spindraadaanmaak; alleen de volwassen spinnen en de grotere jonge spinnen van deze soort bedekken hun spinsel met gif, de kleine doen dit niet en hebben het ook niet nodig, omdat hun rag te fijn is om een mier houvast te bieden. Deze ontogenetische verandering wijst op een adaptief antwoord op de dreiging van natuurlijke vijanden.

## Voorkomen
De soort komt voor in China, van de Filipijnen tot Nieuw-Guinea, op de Salomonseilanden en in Queensland.